# Grand Prix ISU juniores di pattinaggio di figura 2014-2015
Il Grand Prix ISU juniores di pattinaggio di figura 2014-2015 è stato la 18ª edizione della competizione. È iniziato il 20 agosto 2014 e si concluderà il 14 dicembre 2014, con la finale di Barcellona, in Spagna.

## Calendario
| Data              | Evento                              | Luogo                    | Dettagli  | Altre note           |
| ----------------- | ----------------------------------- | ------------------------ | --------- | -------------------- |
| 20 – 24 agosto    | 2014 JGP Courchevel                 | Courchevel, Francia      | Risultati | No coppie            |
| 27 – 31 agosto    | 2014 JGP Slovenia                   | Lubiana, Slovenia        | Risultati | No coppie            |
| 3 – 7 settembre   | 2014 JGP Ostrava                    | Ostrava, Repubblica Ceca | Risultati |                      |
| 10 – 14 settembre | 2014 JGP SBC Cup                    | Aichi, Giappone          | Risultati | No coppie            |
| 24 – 28 settembre | 2014 JGP Tallinn Cup                | Tallinn, Estonia         | Risultati |                      |
| 1 – 5 ottobre     | 2014 JGP Pokal der Blauen Schwerter | Dresda, Germania         | Risultati |                      |
| 8 – 12 ottobre    | 2014 JGP Croatia Cup                | Zagabria, Croazia        | Risultati |                      |
| 11 – 14 dicembre  | Finale Junior Grand Prix 2014-2015  | Barcellona, Spagna       |           | Con la finale senior |

## Risultati
| Evento                             | Disciplina        | Oro                       | Argento                          | Bronzo'                                |
| Grand Prix ISU juniores in Francia | Singolo maschile  | Lee June-hyoung           | Sōta Yamamoto                    | Alexander Samarin                      |
| Grand Prix ISU juniores in Francia | Singolo femminile | Evgenia Medvedeva         | Rin Nitaya                       | Amber Glenn                            |
| Grand Prix ISU juniores in Francia | Danza su ghiaccio | Alla Loboda / Pavel Drozd | Madeline Edwards / Zhao Kai Pang | Anastasia Shpilevaya / Grigory Smirnov |

| Evento                              | Disciplina        | Oro                              | Argento                          | Bronzo                      |
| Grand Prix ISU juniores in Slovenia | Singolo maschile  | Jin Boyang                       | Aleksandr Petrov                 | Dmitri Aliev                |
| Grand Prix ISU juniores in Slovenia | Singolo femminile | Serafima Sakhanovich             | Yuka Nagai                       | Leah Keiser                 |
| Grand Prix ISU juniores in Slovenia | Danza su ghiaccio | Daria Morozova / Mikhail Zhirnov | Brianna Delmaestro / Timothy Lum | Holly Moore / Daniel Klaber |

| Evento                                        | Disciplina        | Oro                                | Argento                         | Bronzo                                |
| Grand Prix ISU juniores nella Repubblica Ceca | Singolo maschile  | Roman Sadovsky                     | Alexander Samarin               | Sei Kawahara                          |
| Grand Prix ISU juniores nella Repubblica Ceca | Singolo femminile | Evgenia Medvedeva                  | Wakaba Higuchi                  | Karen Chen                            |
| Grand Prix ISU juniores nella Repubblica Ceca | Coppie            | Julianne Seguin / Charlie Bilodeau | Lina Fedorova / Maxim Miroshkin | Kamilla Gainetdinova / Sergei Alexeev |
| Grand Prix ISU juniores nella Repubblica Ceca | Danza su ghiaccio | Mackenzie Bent / Garrett MacKeen   | Betina Popova / Yuri Vlasenko   | Lorraine McNamara / Quinn Carpenter   |

| Evento                              | Disciplina        | Oro                              | Argento                   | Bronzo                           |
| Grand Prix ISU juniores in Giappone | Singolo maschile  | Jin Boyang                       | Shōma Uno                 | Dmitri Aliev                     |
| Grand Prix ISU juniores in Giappone | Singolo femminile | Serafima Sakhanovich             | Yuka Nagai                | Elizabet Turzynbaeva             |
| Grand Prix ISU juniores in Giappone | Danza su ghiaccio | Madeline Edwards / Zhao Kai Pang | Alla Loboda / Pavel Drozd | Rachel Parsons / Michael Parsons |

| Evento                             | Disciplina        | Oro                             | Argento                               | Bronzo                              |
| Grand Prix ISU juniores in Estonia | Singolo maschile  | Aleksandr Petrov                | Soka Yamamoto                         | He Zhang                            |
| Grand Prix ISU juniores in Estonia | Singolo femminile | Miyu Nakashio                   | Maria Sotskova                        | Alsu Kaiumova                       |
| Grand Prix ISU juniores in Estonia | Coppie            | Maria Vigalova / Egor Zakroev   | Kamilla Gainetdinova / Sergei Alexeev | Anastasia Gubanova / Alexei Sintsov |
| Grand Prix ISU juniores in Estonia | Danza su ghiaccio | Anna Yanovskaya / Sergey Mozgov | Mackenzie Bent / Garrett Mackeen      | Alexandra Nazarova / Maxim Nikitin  |

| Evento                              | Disciplina        | Oro                                | Argento                             | Bronzo                           |
| Grand Prix ISU juniores in Germania | Singolo maschile  | Andrei Lazukin                     | He Zhang                            | Yaroslav Paniot                  |
| Grand Prix ISU juniores in Germania | Singolo femminile | Wakaba Higuchi                     | Elizabet Turzynbaeva                | Alexandra Proklova               |
| Grand Prix ISU juniores in Germania | Coppie            | Julianne Seguin / Charlie Bilodeau | Lina Fedorova / Maxim Miroshkin     | Chelsea Liu / Brian Johnson      |
| Grand Prix ISU juniores in Germania | Danza su ghiaccio | Betina Popova / Yuri Vlasenko      | Lorraine Mcnamara / Quinn Carpenter | Brianna Delmaestro / Timothy Lum |

| Evento                             | Disciplina        | Oro                             | Argento                           | Bronzo                          |
| Grand Prix ISU juniores in Croazia | Singolo maschile  | Shōma Uno                       | Nathan Chen                       | June Hyoung Lee                 |
| Grand Prix ISU juniores in Croazia | Singolo femminile | Maria Sotskova                  | Karen Chen                        | Alexandra Proklova              |
| Grand Prix ISU juniores in Croazia | Coppie            | Maria Vigalova / Egor Zakroev   | Daria Beklemisheva / Maxim Bobrov | Renata Oganseian / Mark Bardei  |
| Grand Prix ISU juniores in Croazia | Danza su ghiaccio | Anna Yanovskaya / Sergey Mozgov | Rachel Parsons / Michael Parsons  | Carolina Moscheni / Adam Lukacs |

## Regole di qualificazione
Ad ogni evento i pattinatori guadagnano punti per la finale del Junior Grand Prix. Dopo la settima competizione, i sei pattinatori che hanno il punteggio più alto accedono alla finale. I punti assegnati per piazzamento sono i seguenti:
| Piazzamento | Punti (Singoli/Danza) | Punti (Coppie) |
| ----------- | --------------------- | -------------- |
| 1°          | 15                    | 15             |
| 2°          | 13                    | 13             |
| 3°          | 11                    | 11             |
| 4°          | 9                     | 9              |
| 5°          | 7                     | 7              |
| 6°          | 5                     | 5              |
| 7°          | 4                     | 4              |
| 8°          | 3                     | 3              |
| 9°          | 2                     | –              |
| 10°         | 1                     | –              |

### Qualificati
|           | Singolo maschile  | Singolo femminile    | Coppie                                | Danza su ghiaccio                   |
| --------- | ----------------- | -------------------- | ------------------------------------- | ----------------------------------- |
| 1         | Jin Boyang        | Serafima Sakhanovich | Julianne Séguin / Charlie Bilodeau    | Anna Yanovskaya / Sergei Mozgov     |
| 2         | Shōma Uno         | Evgenia Medvedeva    | Maria Vigalova / Egor Zakroev         | Mackenzie Bent / Garrett MacKeen    |
| 3         | Aleksandr Petrov  | Wakaba Higuchi       | Lina Fedorova / Maxim Miroshkin       | Betina Popova / Yuri Vlasenko       |
| 4         | Lee June-hyoung   | Maria Sotskova       | Kamilla Gainetdinova / Sergei Alexeev | Alla Loboda / Pavel Drozd           |
| 5         | Sōta Yamamoto     | Yuka Nagai           | Daria Beklemisheva / Maxim Bobrov     | Madeline Edwards / Zhao Kai Pang    |
| 6         | Roman Sadovsky    | Miyu Nakashio        | Chelsea Liu / Brian Johnson           | Daria Morozova / Mikhail Zhirnov    |
| Sostituti |                   |                      |                                       |                                     |
| 1         | Zhang He          | Karen Chen           | Anastasia Gubanova / Alexei Sintsov   | Rachel Parsons / Michael Parsons    |
| 2         | Alexander Samarin | Elizabet Turzynbaeva | Renata Oganesian / Mark Bardei        | Lorraine McNamara / Quinn Carpenter |
| 3         | Dmitri Aliev      | Rin Nitaya           | Ami Koga / Francis Boudreau Audet     | Brianna Delmaestro / Timothy Lum    |

## Finale
| Evento                   | Disciplina        | Oro | Argento | Bronzo |
| Finale Junior Grand Prix | Singolo maschile  |     |         |        |
| Finale Junior Grand Prix | Singolo femminile |     |         |        |
| Finale Junior Grand Prix | Coppie            |     |         |        |
| Finale Junior Grand Prix | Danza su ghiaccio |     |         |        |